# Haberma kamora
Haberma kamora is een krabbensoort uit de familie van de Sesarmidae. De wetenschappelijke naam van de soort is voor het eerst geldig gepubliceerd in 2005 door Rahayu & Ng.